# Proablepharus
Proablepharus es un género de lagartos perteneciente a la familia Scincidae. Son endémicos de Australia.

## Especies
Según The Reptile Database:
- Proablepharus barrylyoni Couper, Limpus, Mcdonald & Amey, 2010
- Proablepharus kinghorni (Copland, 1947)
- Proablepharus naranjicaudus Greer, Fisher & Horner, 2004
- Proablepharus reginae (Glauert, 1960)
- Proablepharus tenuis (Broom, 1896)